# پیتایا قرمز (کامپیوتر)
پیتایای قرمز (به انگلیسی: Red Pitaya) پروژه ای است که به عنوان جایگزینی برای بسیاری از ابزارهای اندازه‌گیری و کنترل آزمایشگاهی گران‌قیمت طراحی شده است. به عنوان متن‌باز شناخته می‌شود، اگرچه طراحی سخت‌افزار اختصاصی است.

## شرح
دو عدد ورودی RF از نوع 125 MS/s و دو عدد خروجی RF از نوع 125 MS/s ، با پهنای باند آنالوگ ۵۰مگاهرتز و مبدل‌های ۱۴ بیتی آنالوگ به دیجیتال (ADC) و دیجیتال به آنالوگ. این نرم‌افزار شامل اسیلوسکوپ، تحلیل‌گر طیف‌، ژنراتور سیگنال، ال‌سی‌آر متر (هزینه اضافی آرال‌سی متر  ۴۰۰ یورو) و ۵۰ است. کنترلر  PID 2x2 مایمو مگاهرتز. می‌توان آن را دوباره برنامه‌ریزی کرد تا به دستگاه‌های دیگر تبدیل شود، زیرا همه پورت‌های IO به یک آرایه دروازه مشترک با قابلیت برنامه‌ریزی میدانی (FPGA) متصل هستند. همچنین ADC کمکی (250 KS/s) و IO دیجیتال وجود دارد.
دارای سه درگاه یواس‌بی 2.0، وای فای، کانکتور اترنت است. از لینوکس به عنوان سیستم عامل استفاده می‌کند. و از یک کارت میکرو اس دی برای ذخیره‌سازی انبوه و نگهداری سیستم‌عامل استفاده میکند.
با توجه به پهنای باند وسیع ADC و DAC از Red Pitaya می‌تواند به عنوان گیرنده و فرستنده رادیویی تعریف شده توسط نرم‌افزار و در سایر برنامه‌های فرکانس رادیویی استفاده شود. HAMLAB، یک فرستنده گیرنده SDR HF کاملاً با توان خروجی ۱۰ وات بر اساس بورد Red Pitaya در اکتبر ۲۰۱۶ در بازار رادیو آماتور منتشر شد.
اگرچه نرم‌افزار (از جمله کد منبع HDL) برای این پروژه به صورت رایگان در دسترس است اما دستگاه کاملاً سخت‌افزار متنٰ‌بازی نیست، زیرا شماتیک‌های الکتریکی دستگاه به‌طور کامل و علنی در دسترس نیستند.